# 湖南师范大学附属中学
湖南师范大学附属中学（简称湖南师大附中），是一所公立全日制普通高中，为湖南省直属重点中学。湖南师范大学附属中学是国家教育部基础教育司“国家级示范性普通高中建设”项目执行学校、湖南省实施素质教育的示范学校。湖南师大附中和长沙市第一中学、雅礼中学、长郡中学并称为长沙四大名校。

## 历史沿革
- 1905年，晚清革命者禹之谟创惟一学堂。
- 1912年（民国元年），更名为广益中学。
- 1924年，更名为执中中学。
- 1926年，更名为湖南私立广益中学。
- 1951年11月，改名为湖南省立广益中学。

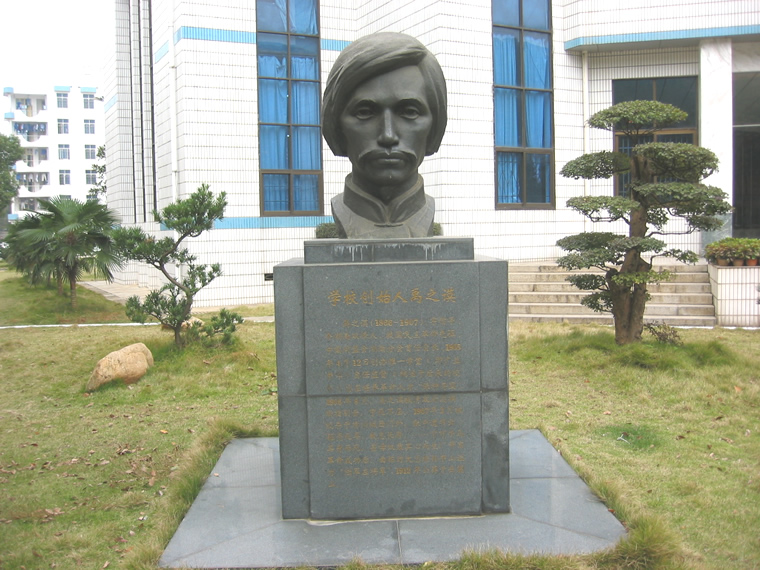
位于湖南师大附中内的禹之谟雕像

- 1952年10月，湖南省长沙市第十初级中学并入，并更名为湖南省长沙市第四中学 。
- 1955年1月，成为湖南师范学院附属中学。
- 1960年8月，改名为湖南师范学院附属实验中学。
- 1963年8月，复名湖南师范学院附属中学 。
- 1968年12月，改名为长沙市纺织厂“五·七”中学 。
- 1969年11月，复名湖南师范学院附属中学。
- 1984年9月，更名湖南师范大学附属中学。
- 1997年，创办湖南广益实验中学。
- 2005年，湖南师范大学附属中学被确认为首批湖南省示范性普通高级中学。
- 2008年，创办湖南师范大学附属中学海口中学、湖南师大附中星城实验中学。
- 2009年，创办湖南师大附中博才实验中学。
- 2012年，创办湖南师大附中高新实验中学。
- 2014年，创办湖南师大附中耒阳分校、湖南师大附中梅溪湖中学。

## 著名校友

### 政治人物
- 李立三
- 朱鎔基[5] [6]
- 柳直荀

### 两院院士
- 朱作言，中国科学院院士，第三世界科学院院士，细胞及发育生物学家。
- 中国工程院院士“黎氏三兄弟”（黎鳌、黎介寿、黎磊石）
- 张履谦，雷达专家。
- 朱之悌，中国工程院院士，北京林业大学教授，林木育种专家，毛白杨专家。
- 何继善，应用地球物理学家。博士生导师，1994年当选为中国工程院院士。现任湖南省科协主席，中国工程院能源与矿业学部副主任、工程管理学部常委，第四届国家安全生产专家组综合组组长,中国地球物理学会副理事长、中国有色金属学会副理事长、国家教委科技委员会委员、美国勘探地球物理学家协会（SEG）会员。

### 作家
- 康濯，湖南省文联主席，中国作协书记处书记，现代作家。

### 演藝人士
- 欧阳予倩，中国戏剧家。中华人民共和国成立后，欧阳予倩出任中央戏剧学院院长等职。
- 何炅，知名主持人。
- 李维嘉，湖南卫视《快乐大本营》主持人。
- 张艺兴，韩国偶像组合EXO成员。于2015年湖南师大附中建校110周年之际，为感念母校栽培，特别设立张艺兴奖学金，未来将每年捐款用以激励有梦想的学子追求艺术梦想。
- 易烊千玺，人气少年偶像组合TFBOYS成员。